# Allomedmassa mae
Espèce
Allomedmassa mae est une espèce d'araignées aranéomorphes de la famille des Corinnidae.

## Distribution
Cette espèce se rencontre en Thaïlande et en Chine au Yunnan,.

## Description
Le mâle holotype mesure 11,2 mm et la femelle paratype 13,3 mm.
Le mâle décrit par Jin, Zhang et Zhang en 2019 mesure 10,71 mm.

## Publication originale
- Dankittipakul & Singtripop, 2014 : Allomedmassa, a new spider genus from evergreen forests of Southeast Asia (Araneae: Corinnidae). Revue Suisse de Zoologie, vol. 121, no 1, p. 15-31 (texte intégral).